# Análisis de decisión
El análisis de decisión (DA) es la disciplina que comprende la filosofía, la teoría, metodología y la práctica profesional necesaria para hacer frente a importantes decisiones  de una manera formal.
El análisis de decisiones incluye muchos procedimientos, métodos y herramientas para identificar, claramente que representa, y formalmente la evaluación de los aspectos importantes de una decisión, para la prescripción de un curso de acción recomendado por la aplicación de la máxima prevista  axioma de la acción de  utilidad a una representación bien formada de la decisión, y para la traducción de la representación formal de la decisión y su correspondiente recomendación en conocimiento para la toma de decisiones y otras partes interesadas.

## Historia y metodología
La representación gráfica de problemas de análisis de decisiones utilizan comúnmente  diagramas de influencia y árboles de decisión. Ambas herramientas representan las alternativas disponibles para las toma de decisiones,  la incertidumbre que enfrentan, y las medidas de evaluación que representan lo bien que alcanzan sus objetivos en el resultado final. Las incertidumbres son representados a través de probabilidades. La actitud de las toma las decisiones de riesgo está representada por  funciones de utilidad y su actitud frente a las compensaciones entre  los objetivos, en conflicto pueden hacer uso de las funciones de valor de múltiples atributos o funciones de utilidad multiatributiva (si hay riesgo involucrado).
En algunos casos, las funciones de utilidad pueden ser reemplazadas por la probabilidad de alcanzar niveles de aspiración inciertos. Los defensores del análisis de decisión eligen esa decisión cuyas consecuencias tienen la utilidad máxima esperada (o que maximizar la probabilidad de alcanzar el nivel de aspiración incierta).
Los métodos analíticos de decisiones se utilizan en una amplia variedad de campos, incluyendo los negocios (planeación, comercialización y negociación), la remediación ambiental, la investigación  y el manejo de la atención de salud, la exploración de energía, litigios y resolución de conflictos, etc.
Los análisis de decisiones son utilizados por las principales empresas para hacer inversiones de capital multimillonaria. En 2010, Chevron ganó el Decision Analysis Society Practice Award por el uso de análisis de decisiones en todas las decisiones importantes. En un video  que detalla el uso de Chevron del análisis de decisión, el vicepresidente de Chevron, George Kirkland señala que  el análisis de decisiones es una parte de cómo Chevron hace negocios para una simple, pero potente, razón: funciona.

## Controversia
Los análisis de decisiones están diseñados para ser un enfoque prescriptivo a la toma de decisiones, especialmente la toma de decisiones bajo incertidumbre. La distinción entre las  descriptivas perspectivas y de la toma de decisiones es importante, debido a que el primero responde a la pregunta "¿cómo debo tomar mis decisiones" (a pesar de que la gente no actúa de esta manera necesariamente), mientras que el segundo se dirige a explicar cómo las personas toman decisiones (aunque en muchos casos la forma en que toman las decisiones no son perfectos).
Los investigadores de decisión estudian cómo las investigaciones individuales de las decisiones  han encontrado que el análisis de decisiones rara vez se utiliza. Las decisiones apuestas altas, hechas bajo la presión del tiempo, no están bien descritas por el análisis de decisiones. Algunos analistas de decisiones, a su vez sostienen que su enfoque es prescriptivo, proporcionando una prescripción de las acciones a tomar sobre la base de la lógica, de sonido, en lugar de un enfoque descriptivo, que describe los defectos en la forma de hacer la toma de decisiones.
Los críticos citan el fenómeno de la  parálisis por el análisis como una posible consecuencia de la excesiva dependencia de análisis de decisiones en las organizaciones. Los estudios han demostrado la utilidad del análisis de decisión en la creación de algoritmos de toma de decisiones que son superiores a la "intuición sin ayuda". El término análisis de decisión a menudo se ha reservado para las decisiones que no parecen prestarse a los métodos de optimización matemática. Métodos como economía de la información aplicada, sin embargo, intentan aplicar métodos cuantitativos más rigurosos incluso para este tipo de decisiones.

## Otras lecturas
- Alemi F, Gustafson D (2006). Decision Analysis for Healthcare Managers. Health Administration Press. ISBN 978-1-56793-256-0.
- Clemen, Robert and T. Reilly (2004). Making Hard Decisions (2nd edición). Belmont CA: Southwestern College Pub. ISBN 978-0-495-01508-6.
- Fineberg, Harvey V.; Weinstein, Milton C. (1980). Clinical decision analysis. Philadelphia: Saunders. ISBN 0-7216-9166-8.
- Goodwin, P., and G. Wright (2004). Decision Analysis for Management Judgment (3rd edición). Chichester: Wiley. ISBN 0-470-86108-8.
- Hammond, J.S., Keeney, R.L. and Raiffa, H. (1999). Smart Choices: A Practical Guide to Making Better Decisions. Harvard Business School Press. ISBN 0-585-31075-0.
- Holtzman, Samuel (1989). Intelligent Decision Systems. Addison-Wesley. ISBN 0-201-11602-2.
- Howard, R.A., and J.E. Matheson, ed. (1984). Readings on the Principles and Applications of Decision Analysis. Menlo Park CA: Strategic Decisions Group. ISBN 0-9623074-0-8.
- Keeney, R.L. (1992). Value-focused thinking—A Path to Creative Decisionmaking. Harvard University Press. ISBN 0-674-93197-1.
- Leach, Patrick (2006). Why Can't You Just Give Me the Number? An Executive's Guide to Using Probabilistic Thinking to Manage Risk and to Make Better Decisions. Probabilistic. ISBN 0-9647938-5-7.
- Matheson, David, and Matheson, Jim (1998). The Smart Organization: Creating Value through Strategic R&D. Harvard Business School Press. ISBN 0-87584-765-X.
- Morgan, Granger, and Henrion, Max (1992). Uncertainty: A Guide to Dealing with Uncertainty in Quantitative Risk and Policy Analysis. Cambridge University Press. ISBN 0-521-42744-4.
- Pratt, John, H. Raiffa and R. Schlaifer (1995). Introduction to Statistical Decision Theory. MIT Press. ISBN 978-0-262-16144-2.
- Raiffa, Howard (1997). Decision Analysis: Introductory Readings on Choices Under Uncertainty. McGraw Hill. ISBN 0-07-052579-X.
- Shi H, Lyons-Weiler J (2007). «Clinical decision modeling system». BMC Med Inform Decis Mak 7: 23. PMC 2131745. PMID 17697328. doi:10.1186/1472-6947-7-23.
- Skinner, David (1999). Introduction to Decision Analysis (2nd edición). Probabilistic. ISBN 0-9647938-3-0.
- Smith, J.Q. (1988). Decision Analysis: A Bayesian Approach. Chapman and Hall. ISBN 0-412-27520-1.
- Virine, L. and Trumper M. (2007). Project Decisions: The Art and Science. Vienna, VA: Management Concepts. ISBN 978-1-56726-217-9.
- Winkler, Robert L (2003). Introduction to Bayesian Inference and Decision (2nd edición). Probabilistic. ISBN 0-9647938-4-9.